# 青森市立堤小学校
青森市立堤小学校（あおもりしりつ つつみしょうがっこう）は、青森県青森市にある公立小学校。全校児童は、335人（2024年5月1日現在）。現在は正面に青森市中央市民センターがあり、近くに棟方志功記念館、横に細い道路1本挟んで青森県立北斗高等学校がある。また、かつては棟方志功記念館との間に青森市民図書館があった（現在はアウガに移転、ただし建物は別目的に転用され現役）。

## 沿革
- 1937年（昭和12年）
  - 2月20日 - 浦町字野脇208番地に校舎落成。
  - 4月1日 - 青森市立野脇尋常小学校として発足。橋本尋常小学校・莨町尋常小学校・浪打尋常高等小学校尋常科の児童の一部を移籍。
- 1938年（昭和13年）4月1日 - 校章・校歌制定。
- 1941年（昭和16年）4月1日 - 国民学校令により、野脇国民学校と改称。
- 1944年（昭和19年）3月31日 - 青森医学専門学校に校舎が移管のため、廃校となる。
- 1947年（昭和22年）
  - 3月26日 - 官立青森医学専門学校が弘前市に移転。
  - 4月1日 - 官立青森医学専門学校校舎が、学校教育法施行により、開校した青森市立野脇中学校の校舎となる。
- 1949年（昭和24年）
  - 4月1日 - 野脇中学校校舎が浦町字野脇6番1号に新築した校舎に移転したことに伴い、青森市立野脇小学校として再興。橋本小学校から、児童の一部を移籍。
  - 4月4日 - 再興・開校式挙行。第4学年まで、2部授業実施。
  - 5月3日 - PTA結成。
  - 9月27日 - 給食室竣工。
- 1950年（昭和25年）11月13日 - 莨町小学校復興・開校により、学区を変更。莨町・橋本両小学校へ、本校児童の一部を移籍。児童数が785名となり、2部授業解消。
- 1951年（昭和26年）4月6日 - 2学級増となり、低学年で、2部授業実施。
- 1953年（昭和28年）4月4日 - 3教室増改築竣工。
- 1954年（昭和29年）
  - 9月11日 - 新校舎落成式挙行（浦町字野脇211番地）。
  - 9月15日 - 新校舎への移転完了。
- 1955年（昭和30年）5月1日 - 青森市立堤小学校と改称。
- 1957年（昭和32年）
  - 5月2日 - 中庭に飼育池設置。
  - 8月18日 - 野脇小学校・堤小学校同窓会結成。
  - 11月3日 - 創立20周年記念式典挙行。
- 1958年（昭和33年）
  - 2月1日 - 牛乳給食実施。
  - 10月3日 - 給食調理室竣工、A型完全給食開始。
- 1960年（昭和35年）4月5日 - 4教室増築。特別教室開設（理科室・図書室・音楽室）。
- 1962年（昭和37年）10月21日 - 創立25周年記念式典挙行。
- 1972年（昭和47年）12月16日 - 特別教室4教室増築。
- 1973年（昭和48年）4月1日 - 学区変更に伴い、筒井小学校・浦町小学校の学区の一部を編入。
- 1986年（昭和61年）5月29日 - 新校舎竣工移転。
- 1988年（昭和63年）
  - 2月29日 - 新体育館竣工。
  - 7月2日 - 新校舎落成と創立50周年記念の両式典挙行。
- 1989年（平成元年）4月1日 - 浜田小学校の学区の一部を編入する学区変更実施。

### この節の出典
- 『新青森市史 別編教育（別巻） 年表・学校沿革』（青森市・2000年3月発行）「学校沿革 （一）小学校」144頁～145頁「堤小学校 変遷」

## 教育目標
- 知恵
- やさしさ
- たくましさ

## 児童数
2024年（令和6年）5月1日時点
| 学年 | 1年 | 2年 | 3年 | 4年 | 5年 | 6年 | 特別支援 | 合計 |
| ---- | --- | --- | --- | --- | --- | --- | -------- | ---- |
| 学級 | 2   | 2   | 2   | 2   | 2   | 2   | 4        | 16   |
| 児童 | 43  | 49  | 57  | 50  | 59  | 60  | 17       | 335  |

## 特色
- 英語教育を一部始めている。なお、カーリング部を県内で初めて取り入れた小学校でもある。

## 部活動
- 野球部
- ミニバスケットボール部
- 卓球部
- カーリング部
- 合唱部

## 通学区域
出典
「○○（一部）」と記載されている地区の詳細な地番については、青森市教育委員会学務課まで要問い合わせ。
- 勝田2丁目（全域）
- 松原1丁目（全域）
- 松原2丁目（全域）
- 松原3丁目（全域）
- 桜川1丁目（全域）
- 花園1丁目（一部）
- 栄町1丁目（一部）
- 堤町2丁目（一部）
- 松森1丁目（一部）
- 奥野2丁目（一部）
- 奥野3丁目（一部）

## 進学先中学校
出典
公立中学校に進学する場合
- 青森市立浦町中学校 - 勝田2丁目、松原、奥野、堤町1丁目から通う児童の主な進学先
- 青森市立浪打中学校 - 花園1丁目、栄町1丁目、松森1丁目、桜川1丁目から通う児童の主な進学先

## 周辺
- 青森県立北斗高等学校 - 敷地が隣接
- 棟方志功記念館 - 敷地が隣接していたが、2024年3月31日をもって閉館[3]。
- 中央市民センター - 市道をはさんで、敷地が隣接
- 勤労者プール
- 青森県道27号青森浪岡線

## 出身著名人
- ナンシー関